# Sofie Castenschiold
Thora Gerda Sofie Castenschiold (née le 1er février 1882 à Copenhague – décédée le 30 janvier 1979 à Helsingborg) est une joueuse de tennis danoise des années 1910.
Elle a notamment décroché une médaille d'argent en simple dames (épreuve en salle) aux Jeux olympiques de 1912 à Stockholm, battue en finale par Edith Hannam.

## Palmarès (partiel)

### Finale en simple dames
| No | Date       | Nom et lieu du tournoi           | Catégorie     | Surface | Vainqueure   | Score    |          |
| -- | ---------- | -------------------------------- | ------------- | ------- | ------------ | -------- | -------- |
| 1  | 05/05/1912 | Jeux olympiques d'été, Stockholm | J. olympiques | NC      | Edith Hannam | 6-4, 6-3 | Parcours |

## Parcours aux Jeux olympiques

### En simple dames
| # | Date       | Nom de l'olympiade               | Surface        | Résultat | Ultime adversaire | Score    |          |
| - | ---------- | -------------------------------- | -------------- | -------- | ----------------- | -------- | -------- |
| 1 | 05/05/1912 | Jeux olympiques d'été, Stockholm | Parquet (int.) | Argent   | Edith Hannam      | 6-4, 6-3 | Parcours |

### En double mixte
| # | Date       | Nom de l'olympiade              | Surface        | Résultat      | Partenaire  | Ultimes adversaires             | Score    |          |
| - | ---------- | ------------------------------- | -------------- | ------------- | ----------- | ------------------------------- | -------- | -------- |
| 1 | 05/05/1912 | Jeux olympiques d'été Stockholm | Parquet (int.) | 1/4 de finale | Eric Larsen | Herbert Barrett Helen Aitchison | 6-0, 6-3 | Parcours |